# SOUセレモニー
SOUセレモニー株式会社（旧：株式会社博全社）は、日本の葬儀会社である。
2015年（平成27年）に創業100周年を迎えた。業務上多くの死を見てきた同社は、千葉県で献体制度が始まったころから県内唯一献体搬送に関わり（千葉大学医学部白菊会の献体搬送）、医学・歯学への協力をしている。
また、地域貢献の一環として葬儀での食事等の食材や祭壇の花材に千葉県産も使用し、地産地消を推進している。
医療や地域への貢献だけでなく、社会福祉の観点から公共機関（国家公務員共済組合連合会、千葉県市町村職員互助会など）や企業・各団体との福利厚生サービスを結ぶなど、社会的・公共的な業務としての活動を積極的に行っており、地域や社会に根差した大手葬儀会社といえる。
「誰もがきちんとお別れができるように」と相互扶助の考えのもと、1974年（昭和49年）に、通商産業省（現・経済産業省）より互助会営業許可を取得し互助会事業に参入。互助会（博全社メンバーズクラブ）を通じ将来の不安解消や家族への負担軽減を行なっている。
近年は、葬儀だけでなく日常生活でのライフサポートなどのサービス特典を付加することで、会員サービス向上に力を注いでいる。
平成29年3月に九十九里から鴨川、館山まで南房総の8市3郡に自社式場24か所を展開する葬儀会社アスカグループを買収した。さらに、木更津市を拠点にした有限会社博愛社（清見台ホール）を買収し、千葉県最大である全45の直営式場を持つリーディングカンパニーとなった。
2022年7月1日、株式会社博全社を存続会社とする形で株式会社アスカと合併。同時に、SOUセレモニー株式会社へと社名変更をした。

## 遺体のケア （エンバーミングなど）
故人の尊厳を守り、遺族の精神的負担を和らげるグリーフケアのために、同社は1993年（平成5年）に、まだアメリカから技術が入ってきたばかりのエンバーミングを千葉県で初めて導入し、エンバーミングルームを開設した。これにより、故人の容姿や表情の変化への対応、常温での遺体衛生保全、長期間への対応が可能となり、遺族の想いや生活状況に合わせた対応が可能になり、故人との別れの時間を充足することに貢献している。成田空港を擁する千葉県内の施設であり、本国送還される外国人の遺体のエンバーミングも数多くおこなっている。昔ながらの湯灌など遺体ケアの選択肢もある。

## セレモニーホール
この項の出典：

### 自社式場
- クリスタ千葉 - 千葉市中央区新田町
- 蘇我ホール（旧：蘇我儀式殿） - 千葉市中央区南町
- 都賀儀式殿 - 千葉市若葉区都賀
- 花見川儀式殿 - 千葉市花見川区畑町
- 美浜儀式殿 - 千葉市美浜区高洲
- 千葉みなとセレモニールーム -  千葉市美浜区新港
- 土気儀式殿 - 千葉市緑区あすみが丘
- 船橋東儀式殿 - 船橋市新高根
- 八千代儀式殿 - 八千代市大和田新田
- 四街道儀式殿 - 四街道市四街道
- 臼井儀式殿 - 佐倉市王子台
- ウィズモア佐倉 - 佐倉市海隣寺町
- 佐倉儀式殿 - 佐倉市海隣寺町
- 成田儀式殿 - 成田市花崎町
- 八街儀式殿 - 八街市中央
- クリスタ五井 - 市原市中央東
- 市原ホール（旧：市原儀式殿） - 市原市山木
- 姉崎儀式殿 - 市原市姉崎
- 清見台ホール - 木更津市清見台南（2022年4月リニューアルオープン）
- 茂原儀式殿 - 茂原市高師
- 東金儀式殿 - 東金市南上宿
- ウィズモア大久保 - 習志野市大久保
- 九十九里法輪閣 - 山武郡九十九里町片貝
- 大網法輪閣 - 大網白里市富田
- メモリアルホール経田 - 大網白里市経田
- 本納法輪閣 - 茂原市本納
- メモリアルホール六ツ野 - 茂原市六ツ野
- 茂原第一法輪閣 - 茂原市綱島
- 茂原第二法輪閣 - 茂原市綱島
- 白子法輪閣 - 長生郡白子町五井
- 長生法輪閣 - 長生郡長生村金田
- 岬法輪閣 - いすみ市岬町和泉
- 大原ホール（旧：大原法輪閣グランドホール） - いすみ市大原
- 御宿法輪閣 - 夷隅郡御宿町須賀
- 大多喜法輪閣 - 夷隅郡大多喜町森宮
- 勝浦法輪閣 - 勝浦市松部
- 久留里法輪閣 - 君津市久留里市場
- 天津小湊法輪閣 - 鴨川市天津
- 鴨川第一法輪閣 - 鴨川市打墨
- 鴨川第二法輪閣 - 鴨川市横渚
- 千倉法輪閣 - 南房総市千倉町宇田
- メモリアルホール千倉 - 南房総市千倉町平磯
- 白浜法輪閣 - 南房総市白浜町白浜
- メモリアルホールプリエ - 南房総市池之内
- 館山法輪閣 - 館山市北条

### 指定先式場
- 稲毛陵苑 - 千葉市稲毛区稲毛東

## グループ会社
出典：
葬祭事業
- SOUホールディングス株式会社
- 株式会社こすもす秋田
- 株式会社花友
- 株式会社花屋
- 株式会社グッドパートナーズ
- ジャパン メモリアル コーポレーション

保育事業
- 株式会社スクルドアンドカンパニー
- 株式会社キッズ・プランニング
- 株式会社キッズコネクト
- 株式会社ドリームキッズ・ネットワーク
- AXコーポレーション株式会社
- 株式会社アルコバレーノ
- 株式会社POP
- 株式会社give&give
- 株式会社アピカル

介護事業
- SOUシニアケア株式会社
- ホリーサービス（米国カリフォルニア州ロサンゼルス市）

人材サービス事業
- 株式会社ネオネット

イベント・プロモーション事業
- 株式会社ピーク・ワン

旅行事業
- 株式会社ワールドクリエーション

イベント設営・運営事業
- 株式会社ジェイレンタル

宿泊施設プロデュース・運営事業
- 株式会社IKIDANE

建築・不動産・リフォーム事業
- SOUホールディングス株式会社（東建ホームズ）

外食事業
- 日本料理 和か葉

保険事業
- SOUインシュアランス（米国ハワイ州ホノルル市）

（2021年10月1日現在）